# 小林拓未
小林 拓未（こばやし たくみ、男性、1988年9月6日 -）は、地方競馬の東京都騎手会（2018年9月18日 - ）に所属していた元騎手。
地方競馬教養センター長期騎手課程第83期生。大井競馬の鈴木啓之調教師・元騎手は叔父にあたる。

## 来歴
2006年3月31日付けで地方競馬騎手免許を取得し、竹山隆厩舎からデビュー。同年4月9日大井競馬第6競走3歳条件戦2番人気ジャックポットで初騎乗（12頭立て6着）。同年11月9日大井競馬第1競走C3一組二組条件戦を1番人気ベルモントソニックで優勝し、デビュー56戦目で初勝利。同年12月6日付けで竹山隆厩舎から柏木一夫厩舎へ所属変更。
2008年12月25日大井競馬第1競走ポインセチア賞（2歳20万円以上34万円未満）で11番人気のスカイタイガーに騎乗し1着となり、当時地方競馬最高配当額となる3連単1523万6020円という馬券を演出した。
2010年8月1日から10月31日までの予定で技術研鑽騎手として笠松競馬場で期間限定騎乗を行うと発表された。笠松競馬での所属は青木達彦厩舎。同年10月29日、本人の希望により移籍期間を2011年1月31日まで延長することが発表された。
2018年9月18日付で、鈴木啓之厩舎から東京都騎手会（中央競馬のフリーに相当）所属に変更となった。
2021年3月12日付で、自己都合により引退することとなった。
引退時の地方通算成績は2852戦67勝・2着102回・3着123回・勝率2.3%・連対率5.9%（2021年3月14日現在）